# Die Verkündigung (Memling)
Die Verkündigung ist ein um 1480-1489 entstandenes Ölgemälde (Öl auf Holz, auf Leinwand übertragen) das dem niederländischen Maler Hans Memling zugeschrieben wird. Es zeigt die biblische Szene der „Verkündigung des Herrn“ an Maria. Es befindet sich seit 1975 in der Robert Lehman-Sammlung des Metropolitan Museum of Art, New York.

## Provenienz
Fürst Michael Radziwill (gest. 1831); sein Sohn, Fürst Anton Radziwill (gest. 1833), Berlin, bis 1832; sein Sohn, Fürst Wilhelm Radziwill (gest. 1870), Berlin; durch Erbfolge an Fürst Georg Radziwill, Berlin (gest. 1904); seine Witwe, Marie Branicka, Fürstin Radziwill, Berlin, bis 1920; erworben von Philip Lehman von Marie Branicka Radziwill durch Duveen Brothers im Oktober 1920

## Beschreibung
Als Vorbild für diese Verkündigung diente Memling der linke Flügel von Rogier van der Weydens Altarbild der heiligen Columba (heute in München), aber seine innovative Wiedergabe zeigt die Jungfrau in Ohnmacht fallend und von zwei Engeln gestützt, statt kniend. Wie andere flämische Maler des fünfzehnten Jahrhunderts, die im Gefolge von Jan van Eyck arbeiteten, kleidete Hans Memling religiöse Bilder in die Bildsprache des täglichen Lebens und achtete dabei sehr auf naturalistische Details. Die Verkündigung findet in einem wohnlich eingerichteten Schlafgemach statt, wobei viele der häuslichen Einrichtungsgegenstände symbolische Konnotationen aufweisen. Die Karaffe mit Wasser, durch die das Licht unverfälscht hindurchgeht, und die Vase mit den Lilien sind Symbole für die Reinheit der Jungfrau, während der leere Kerzenständer auf ihre bevorstehende Rolle als Trägerin Christi, des Lichts der Welt, hinweist. Das priesterliche Gewand Gabriels verweist auf das Ritual der Messe und damit auf die Menschwerdung Christi. Ein sanftes, glühendes Licht fällt auf die Jungfrau und erfüllt den Raum, hebt die Szene aus dem Bereich des Gewöhnlichen heraus und signalisiert den heiligen Charakter des Ereignisses.
In dieser höchst originellen Komposition hat Hans Memling mehrere wichtige Momente der Verkündigungsgeschichte geschickt in einem einzigen Bild zusammengefasst. Gabriel, der einen Mantel aus rotem Samtbrokat trägt, betritt das schmale Schlafgemach der Jungfrau durch die Tür ganz links und beginnt vor Maria zu knien. Die Bewegung wird durch seine wallenden Locken und die herabhängenden Gewänder angedeutet, deren Rücken am Bildrand abgeschnitten sind, um seine Ankunft zu betonen. In einem weiteren Moment der Erzählung wird die Jungfrau gezeigt, wie sie auf den Auftritt des Erzengels reagiert, indem sie sich von ihrem Betstuhl erhebt. Sie trägt einen dunkelblauen Mantel über einem weißen Kleid, dessen Ränder mit Edelsteinen und Perlen verziert sind, und wird von zwei Engeln in Gewändern begleitet, die an Schrotstoff erinnern. Der Konvention entsprechend folgt der Dialog zwischen Gabriel und der Jungfrau, der mit dem Engelsgruß beginnt: „Ave Maria, Gratia Plena“ (Lk 1,28 ). Das Gespräch wird durch die erhobene Hand des Erzengels angedeutet, eine bekannte Geste, die auch in den Verkündigungsszenen von Memlings Vorgängern Rogier van der Weyden und Jan van Eyck zu finden ist (im linken Flügel des Columba-Altars in der Alten Pinakothek in München bzw. in einem Gemälde in der National Gallery of Art in Washington). Während diese Künstler ausdrücklich auf diese Erzählung Bezug nehmen, indem sie die Worte des Engelsgrußes auf die Bildfläche malen, verzichtet Memling auf dieses Mittel. Marias Kontemplation wird durch ihre Ohnmacht und ihre erhobene rechte Hand angedeutet, eine Geste der Reflexion oder Demut. Mit ihrem frommen und demütigen Gesichtsausdruck weist sie mit der linken Hand auf das aufgeschlagene Gebetbuch und die Vase mit einer Lilie und einer Iris. Zeitgenössische Betrachter, die mit diesen visuellen Hinweisen vertraut sind, hätten erkannt, dass all diese verschiedenen Momente auf das wichtigste Ereignis der Verkündigung hinführen: die wundersame Menschwerdung. Der geistige Akt der Empfängnis wird durch die Taube des Heiligen Geistes verdeutlicht, deren Strahlen sich über dem Haupt der Jungfrau ausbreiten, sie mit göttlichem Licht erfüllen und gleichzeitig als Heiligenschein fungieren. Die Empfängnis wird durch den Engel hervorgehoben, der Marias Gewand hält und dessen Blick auf ihren vorspringenden Bauch gerichtet ist, während der Engel, der Maria stützt, den Betrachter einlädt, durch direkten Blickkontakt an diesem wunderbaren Moment teilzuhaben. In einer Komposition von erzählerischer Komplexität setzt Memling dieses reiche ikonografische Programm ein, um das Geheimnis der Menschwerdung und die Schmerzen der Jungfrau zu betonen.

## Ikonographie und Bildsprache
Wie in der Literatur erwähnt, scheint sich Memling frei an den Entwürfen von Rogier van der Weyden orientiert zu haben, in dessen Brüsseler Werkstatt er wahrscheinlich als Geselle arbeitete, bevor er 1465 nach Brügge zog. Der Innenraum und die Anordnung der Möbel wurden von zwei Kompositionen Rogiers inspiriert, der Verkündigung auf dem linken Flügel des Columba-Altars und der Verkündigung im Louvre in Paris. Wie in den Gemälden von Rogier und anderen niederländischen Verkündigungsszenen bezieht Memling eine Reihe von Verweisen auf die Reinheit der Jungfrau in seine Komposition ein. Neben dem Betstuhl steht eine Tonvase mit der Lilie der Jungfräulichkeit Mariens und der Schwertlilie ihrer Schmerzen. Der thalamus virginis, das Schlafzimmer der Jungfrau, erinnert an den heiligen Akt der Empfängnis und an die göttliche Hochzeit, die zwischen der Jungfrau, der Mutter und Braut, und Christus, dem Bräutigam und Sohn, stattfinden soll (Blum 1992; De Vos 1994). Ein auffälliges visuelles Element ist der rote Stoffvorhang in der linken Ecke des Bettes, der den Raum zwischen den beiden Protagonisten unterbricht und aufgrund seiner schoßartigen Form als Symbol der Menschwerdung interpretiert wurde (Koslow 1986; Blum 1992). Der verschlossene Schrank links neben dem Bett und das Wassergefäß darüber verweisen auf die Reinheit der Jungfrau (Blum 1992; Wolff 1998; Lane 2009). Die unbeleuchtete Seilkerze und der leere Kerzenständer stehen ebenfalls für die Jungfrau, die das göttliche Licht tragen wird (Blum 1992; De Vos 1994). Während sie in Ohnmacht fällt, deutet Maria auf das aufgeschlagene Buch auf ihrem Betstuhl, von dem nur das Incipit D lesbar ist. Die Vorschläge von De Vos (1994), der meinte, dass dies für die berühmte Prophezeiung von (Jes 7,14 ) stehen könnte, und Sprinson de Jesus (1998), der vorschlug, dass es sich wahrscheinlich auf „Dominus tecum ...“, die zweite Zeile des Ave-Maria-Gebetes, bezieht, scheinen nicht plausibel zu sein. Die lateinische Version der Prophezeiung Jesajas beginnt nicht mit einem D („Propter hoc dabit Dominus ...“), und es erscheint seltsam, dass ein Incipit die zweite Zeile eines wichtigen Gebets bezeichnet. Es ist daher wahrscheinlicher, dass sich das D auf den Beginn des Textes des Stundengebets der Jungfrau bezieht: „Domine labia mea aperies“ (O Herr, öffne meine Lippen). Das Stundengebet der Jungfrau (auch als Kleines Offizium der Jungfrau bekannt) war der wichtigste Text eines jeden Stundenbuchs, und das einleitende D wurde stets vergrößert, verziert und in einer anderen Farbe geschrieben. In den Stundenbüchern wurde diese Passage oft von einer Illumination der Verkündigung begleitet (für ein früheres Beispiel aus der Sammlung des Metropolitan Museums siehe Folio 30r der Belles Heures von Jean de France, 54.1).
Während alle diese häuslichen Ausstattungen eine reiche Schicht marianischer Symbolik enthalten, schafft der Künstler mit der Darstellung der Jungfrau in Ohnmacht statt in einer konventionelleren knienden Pose (zum Beispiel in einer anderen Verkündigungsszene von Memling im Metropolitan Museum, 17.190.17) ein höchst innovatives Bild, das sowohl in seiner Komposition als auch in seiner vielschichtigen Symbolik beispiellos ist.
Bei näherer Betrachtung der Figuren und ihrer Posen offenbaren sich Memlings tiefere und komplexere Bedeutungsschichten, die nur im Kontext der Marienverehrung des 15. Jahrhunderts vollständig verstanden werden können. Ihre wachsende Popularität fiel mit dem Aufkommen der devotio moderna, der modernen Frömmigkeit, zusammen, einer populären religiösen Reform, die im vierzehnten Jahrhundert als Laienbewegung entstand und sich auf die Menschlichkeit Christi konzentrierte. Die Anhänger wurden ermutigt, sein Leben und Leiden auf der Erde durch intensive Meditationen nachzuahmen, in denen sie seine Erfahrungen betonten und sich mit ihnen identifizierten. Auf diese Weise versuchten die Anhänger der modernen Frömmigkeit, ihre Erlösung beim Jüngsten Gericht sicherzustellen. Die Jungfrau nahm in dieser Bewegung einen immer wichtigeren Platz ein und wurde aufgrund ihrer Rolle als Fürsprecherin zu einem eigenständigen Gegenstand der Verehrung (Oakes, 2008). Als Mensch, der von Gott auserwählt wurde, seinen Sohn auszutragen, während er Jungfrau blieb, stand sie zwischen dem Gläubigen und der Gottheit, und es wurde daher als wirkungsvoll angesehen, ihr Leben und ihre Leiden hervorzuheben. Bilder aus ihrem Leben förderten diese intensiven und persönlichen Meditationen in hohem Maße, und es ist nicht verwunderlich, dass Szenen der Verkündigung und der Kreuzigung besonders beliebt waren, da in diesen Momenten die Freuden und Leiden Marias am nachdrücklichsten verkörpert werden konnten: Die Verkündigung, als sich das Wunder der Menschwerdung vollzieht und das Wort Fleisch geworden ist (Joh 1,14 ), und die Kreuzigung, als Maria durch ihr Mitleid (compassio) am Fuße des Kreuzes zur Mitleidenden und damit zur Miterlöserin in seinem Leiden wird (vgl. Hamburgh und Neff 1998). Betrachtet man Memlings Verkündigung mit Engeln vor diesem Hintergrund, so wird deutlich, dass er nicht nur die unmittelbaren Momente der Verkündigung dargestellt hat, sondern auch raffiniert Verweise auf spätere Ereignisse im irdischen und himmlischen Leben der Jungfrau eingebaut hat. Die Ohnmacht Marias ist eine Vorwegnahme ihrer Haltung auf dem Kalvarienberg und hätte die zeitgenössischen Betrachter an ihr Leiden am Fuße des Kreuzes erinnert. Wie Lane (2009) bemerkt hat, ist es sicherlich kein Zufall, dass Marias ohnmächtige Haltung mit der Positionierung ihrer Arme und angewinkelten Beine eine fast exakte Kopie der trauernden Jungfrau in Memlings früherem Triptychon von Jan Crabbe ist (dessen zentrale Tafel sich im Museo Civico, Vicenza, Inv. A.297 befindet). Der stützende Engel erinnert vielleicht an die Figur des Johannes des Evangelisten, der die trauernde Jungfrau auf dem Kalvarienberg stützte. Diese Vorwegnahme des Schmerzes der Jungfrau bei der bevorstehenden Passion Christi wird durch die geschnittene Schwertlilie, die in der Vase vor dem Betstuhl steht, noch unterstrichen. Die Iris, die auch als Schwertlilie bekannt ist, wurde als Symbol für Simeons Prophezeiung gesehen, in der er Maria sagt: „... und deine eigene Seele wird ein Schwert durchbohren ...“ ((Lk 2,35 )); die Platzierung von Marias rechter Hand auf ihrer Brust könnte ebenfalls darauf anspielen (Wolff 1998; Lane 2009). Wie Neff hervorgehoben hat, bezieht sich die Ohnmacht Marias auf ihre Wehen beim Opfer Christi und veranschaulicht den Moment, in dem sie zur Mutter der Menschheit in der Erlösung wird, indem sie metaphorisch die Kirche gebiert. Im Moment der Inkarnation ist sich Maria des Glaubens ihres Sohnes bewusst, ihre Haltung verweist auf ihre Schmerzen am Fuße des Kreuzes, ihre Augen sind in meditativer Reflexion über das Leiden Christi gesenkt, und sie gibt dem zeitgenössischen Betrachter ein andächtiges Beispiel.
Das priesterliche Gewand Gabriels (ein Motiv, das in altniederländischen Verkündigungsszenen recht häufig vorkommt) spielt auf den heiligen Moment der Transsubstantiation an, wenn der Heilige Geist in der Eucharistie Brot und Wein auf mystische Weise in den Leib und das Blut Christi verwandelt. Wie Blum (1992) hervorgehoben hat, wird die Jungfrau dem Betrachter von den bekleideten Engeln in einer Weise dargeboten, die an eine eucharistische Opfergabe erinnert; die geschwängerte Jungfrau kann metaphorisch als Monstranz gesehen werden, die eine Hostie enthält, die von der Taube des Heiligen Geistes überschattet wird, die während der Transsubstantiation ebenfalls über den Altar herabsteigen würde (De Vos 1994). Die Symbole auf den orphyrischen Tafeln, die Gabriels Gewand schmücken, unterstreichen die Verbindung zwischen der Menschwerdung und der Transsubstantiation: Die Räder und Cherubim symbolisieren Hesekiels Vision der Herrlichkeit des Herrn
(Hes 10 ) (Wolff 1998), und die Adler verweisen auf den bereits erwähnten Text in Johannes (Joh 1,14 ) (Sprinson de Jesus 1998).
Ebenso wie die ohnmächtige Pose Marias sind auch die beiden Engel, die sie begleiten, in der ikonographischen Tradition der niederländischen Verkündigungsszenen höchst unkonventionell. Obwohl es nicht ungewöhnlich ist, dass zusätzliche Engel in Darstellungen der Verkündigung vorkommen (vor allem in der deutschen Malerei und der französischen Handschriftenillumination des 15. Jahrhunderts), sind sie in der Regel in Begleitung Gabriels oder mit einem Ehrentuch in der Hand zu sehen; ihr Einsatz scheint hier beispiellos zu sein. In einer umfassenden Studie hat Blum (1992) gezeigt, dass die beiden kleineren Engel nicht nur Maria als eucharistische Opfergabe darstellen, sondern auch auf den königlichen Stand der Jungfrau und ihre Rolle als Braut Christi hinweisen. Ersteres wird durch den linken Engel angedeutet, der das Gewand der Jungfrau anhebt, ein Motiv, das in zeitgenössischen Darstellungen sowohl ihrer Hochzeit als auch ihrer Krönung häufig auftaucht. In Bezug auf die Rolle der Jungfrau als Braut Christi verglich Blum (1992) die Einbeziehung der beiden Diener mit der Darstellung von Engelspagen, die die Braut in niederländischen Hochzeitsdarstellungen begleiten (siehe auch Wolff 1998), und fügte hinzu, dass die Haltung der Jungfrau eine Antwort auf den Ruf des Bräutigams im Hohelied Hld 2,10  zu sein scheint. Wolff (1998) schlug weiter vor, dass, wie im Sakrament der Ehe ein Paar durch den Austausch von Worten des Einverständnisses vereint wurde, es die Zustimmung der Jungfrau zu Gabriels Botschaft (Lk 1,380 ) war, die sie zur Braut Gottes machte.

## Zuschreibung, Datierung und Funktion
Seit Gustav Waagen Memlings Verkündigung mit Engeln 1847 erstmals besprochen hat, gilt das Gemälde aufgrund seiner innovativen Komposition und erzählerischen Komplexität weithin als eines der besten und originellsten Werke des Künstlers.
Das Fehlen wichtiger materieller Zeugnisse, die sich aus der Übertragung des Gemäldes auf die Leinwand und dem Austausch des Rahmens ergeben, erschwert unser Verständnis der ursprünglichen Funktion und des Kontexts des Bildes. Sein Format scheint nicht mit den Tafeln übereinzustimmen, die den Mittelteil eines größeren Polyptychons bilden, und es ist möglich, dass es den linken Flügel eines Altarbildes bildete. Die Anordnung der Figuren und die Perspektive des Raumes werfen jedoch Fragen auf, die durch eine solche Rekonstruktion nicht vollständig beantwortet werden können. Außerdem ist nicht bekannt, dass Memling die Flügel von Altarbildern datiert hat. Wenn wir also Waagens Darstellung Glauben schenken, würde dies einen höchst ungewöhnlichen Bruch mit dem darstellen, was wir über die künstlerischen Konventionen des fünfzehnten Jahrhunderts wissen, und – was noch wichtiger ist – mit Memlings eigener Praxis, die Rahmen seiner Werke zu beschriften und zu verzieren. Es ist interessant, das Gemälde vor dem Hintergrund des Festes der Sieben Schmerzen der Jungfrau Maria zu betrachten, das von Papst Sixtus IV. im Jahr 1482 begangen wurde, dem Datum, das Waagen auf dem Originalrahmen gelesen haben will. Das ikonografische Programm des Gemäldes war zweifellos sorgfältig durchdacht, und es scheint eine bemerkenswert starke theologische Grundlage gehabt zu haben. (Charlotte Wytema 2016)

## Mariae Verkündigung

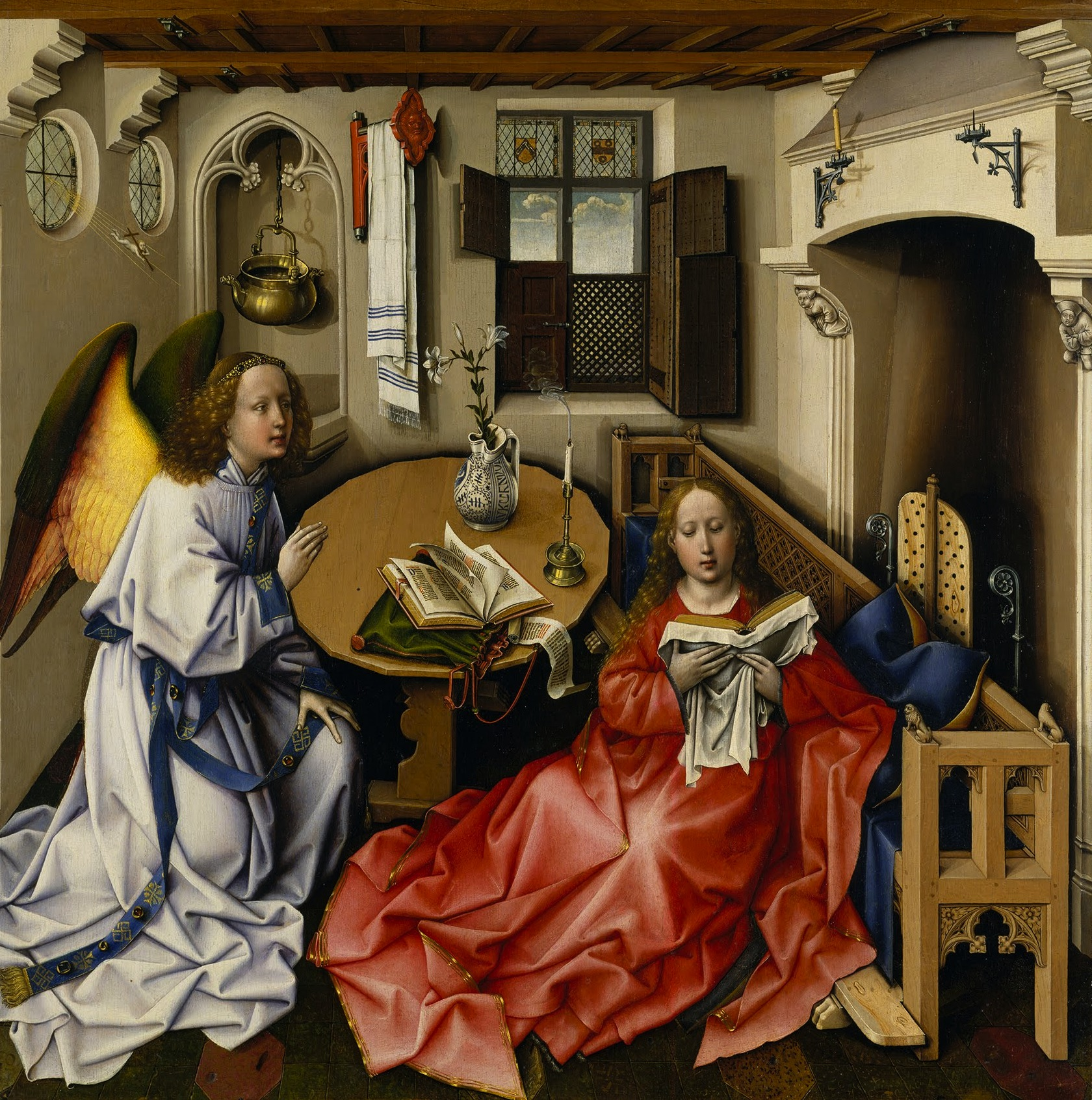
Robert Campin: „Verkündigung“ (Teil des Mérode Altars, um 1420). Konventionelle Bildlichkeit in der Darstellung des Herdes und einer Blumenvase

Die Verkündigung war in der europäischen Kunst ein beliebtes Thema, trotz der Schwierigkeiten, die darin bestanden, Marias Vereinigung mit Christus darzustellen, als sie zum „Tabernakel“ für das fleischgewordene Wort wurde. Maria als Gottesgebärerin wurde im Konzil von Ephesos 431 dogmatisiert, zwei Jahrzehnte später wurde die Inkarnationslehre verkündet: Christus besitze eine Doppelnatur – und Marias bleibende Jungfräulichkeit wurde 631 auf dem Laterankonzil festgeschrieben. In der byzantinischen Kunst stellen Verkündigungszenen Maria auf dem Thron in königlichen Gewändern und mit königlichen Attributen dar. Später erschien sie in geschlossenen Räumen, einem Tempel, einer Kirche, einem Garten.